# Norbert Schmitz (Mathematiker)

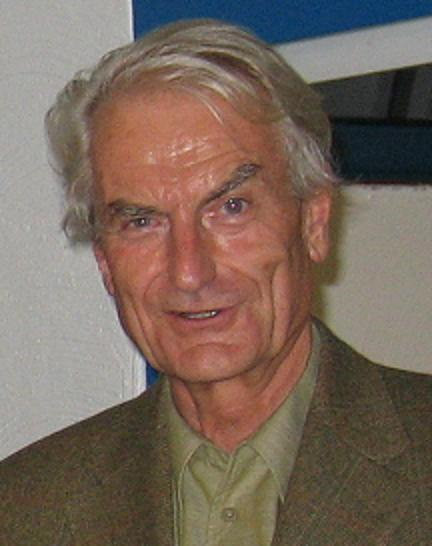
Norbert Schmitz 2006

Norbert Schmitz (*  27. August 1939 in Münster, Westfalen) ist ein deutscher Mathematiker mit den Arbeitsgebieten Stochastik und Wirtschaftsmathematik.

## Leben und Wirken
Von 1958 bis 1964 studierte Schmitz an der Universität München und der Universität Münster, wo er mit einem von Dietrich Morgenstern (Freiburg) gestellten Thema das Diplom erhielt und das 1. Staatsexamen absolvierte. Anschließend war er am Institut für Mathematische Statistik der Universität Münster angestellt. Nach seiner 1966 erfolgten Promotion (mit der von Hermann Witting betreuten Dissertation „Behandlung eines symmetrischen Mehrentscheidungsproblems“) wechselte er als Assistent von Dietrich Bierlein an die Universität Karlsruhe (TH). Dort habilitierte er sich 1970 mit der Schrift „Sequentielle Tests zu vorgegebenen Niveaus“. 
Nach einer Lehrstuhlvertretung in Karlsruhe nahm er im Herbst 1970 einen Ruf auf eine Professur an der Freien Universität Berlin an. 1972 erhielt er Rufe auf Lehrstühle für Mathematische Statistik an der Universität Konstanz und der Universität Münster sowie an der RWTH  Aachen; er ging als Nachfolger von Hermann Witting an die Westfälische Wilhelms-Universität Münster. Dort blieb er trotz eines Rufes an die Technische Universität München (1976) bis zu seiner 2004 erfolgten Emeritierung.
Arbeitsschwerpunkte von Schmitz waren die Sequentialanalyse, wo er die sequentiell geplanten Tests entwickelte, die Mathematische Spieltheorie, Simulationsverfahren (Monte-Carlo-Methoden) und die Mathematische Wirtschaftstheorie. Nach seiner Emeritierung widmete er sich wissenschaftshistorischen Themen, wie der Geschichte der Mathematik an der Universität Münster.

## Schriften
Ausgewählte Bücher
- zus. mit Detlef Plachky: Vorlesungen über Wahrscheinlichkeitstheorie I. Mathematical Systems in Economics, Band 26, Meisenheim: Hain, 1976
- zus. mit Fritz Lehmann: Monte-Carlo-Methoden I: Erzeugen und Testen von Zufallszahlen. Mathematical Systems in Economics, Band 28, Meisenheim: Hain, 1976 (2. Aufl. Münster 1982)
- zus. mit Burkhard Rauhut und Ernst-Wilhelm Zachow: Spieltheorie. Stuttgart: Teubner, 1979
- Optimal Sequentially Planned Decision Procedures. Lecture Notes in Statistics. Vol. 79. New York: Springer, 1992 (2. Aufl. 1993)
- Vorlesungen über Wahrscheinlichkeitstheorie. Stuttgart: Teubner, 1996
- zus. mit Friedrich Harten, und Andreas Meyerthole: Prophetentheorie: Prophetenungleichungen, Prophetenregionen, Spiele gegen einen Propheten. Stuttgart: Teubner, 1997
- Stochastik für Lehramtsstudenten, Münster: LIT-Verlag, 1997
- zus. mit Jürgen Elstrodt: Geschichte der Mathematik an der Universität Münster; Teil I: 1773–945 Münster, 2008 (Online)
- 1959–2009: 50 Jahre Institut für Mathematische Statistik der Westfälischen Wilhelms-Universität Münster, Münster, 2009
- Adolf Kratzer 1893–1983, Münster: Monsenstein und Vannerdat, 2011 (Online)

Ausgewählte Artikel
- Zur Konstruktion gleichmäßig bester Minimax-Verfahren bei Mehrentscheidungsproblemen. Unternehmensforschung, 12 (1968), S. 34–49
- Likelihoodquotienten-Sequenztests bei homogenen Markoffschen Ketten. Biometrische Zeitschrift 10 (1968), 231–247
- Sequentielle Minimax-Tests bei Wiener-Prozessen. Z. Math. Operationsforschung und Statistik 1 (1970), 289–295
- Existenz von sequentiellen Tests zu vorgegebenen Niveaus. Archiv der Mathematik XXI (1970/71), 617–628
- A note on the optimality of k-stage tests. Metrika 19 (1972), 72–75
- zus. mit Albrecht Irle: Decision Theory for Continuous Observations I: Bayes-Solutions. Transactions Seventh Prague Conference on Information Theory, Stat. Decision Funct. and Random Processes (1974), Prague 1977, 209–221
- A Further Note on Arrow's Impossibility Theorem. J. of Mathematical Economics 4 (1977), 189–196
- zus. mit Albrecht Irle: On the optimality of the SPRT for processes with continuous time parameter. Mathematische Operationsforschung und Statistik; Ser. Statistics 15 (1984), 91–104.
- zus. mit Gerti Kohlruss: Extremal distributions for the prophet Region in the independent case. Annals of Operations Research 32(1991), 115–126.
- zus. mit Marion Harenbrock: Optional Sampling of Submartingales with Scanned Index Sets. Journal Theor. Prob. 5(1992); 309–326.
- zus. mit Bhaskar Kumar Ghosh: Best linear unbiased estimation of the population mean under sequential sampling. Sankya, Ser. B; 58 (1996), 184–198
- zus. mit Jens Gebhard: Permutation tests – A revival?! I. Optimum properties./  II. An efficient algorithm for computing the critical region. Statistical Papers 39 (1998), 75–85 / 87–96
- zus. mit Annemarie Hawix: Remarks on the modified Kiefer-Weiss problem for exponential families. Sequential Analysis 17(1998), 297–303
- zus. mit Andreas Meyerthole: Games against a Prophet for Stochastic Processes. In: Game Theory, Optimal Stopping, Probability and Statistics (Eds. Thomas Bruss/Lucien Le Cam). Inst. of Math. Statistics Lecture Notes-Monograph Series Vol. 35(2000), 53–69
- zus. mit Dominik Völker: Nonparametric optimality properties of optimal parametric tests. Statistisches Archiv 87 (2003); 353–367
- zus. mit Hendrik Kläver: An Inequality for the Asymmetry of Distributions and a Berry-Esseen Theorem for Random Summation. Journal of Inequalities in Pure and Applied Mathematics 7 (2006),(2), 1–12